# Who is Princess?
『Who is Princess?』（フーイズプリンセス?）とは、日本の女性オーディション番組である。略称は『フープリ』。
合格者の5名は「PRIKIL」として2022年5月4日に メジャーデビュー。

## 概要
歌・ダンスのどちらも実力が高い13歳-19歳の日本人練習生15名が4ヶ月間、デビュー候補の『PRINCESS』チームと脱落に近い『CHALLENGER』チームに別れてデビューを懸けたバトルを繰り広げていく物語。最終的に『PRINCESS』の5名のみが『世界を目指すガールクラッシュグループ』としてデビューすることができる。
日曜朝の日本テレビ系『シューイチ』でダイジェスト版を放送。その後Huluで完全版を配信。毎週水曜未明放送のテレビ版（冠番組）では約22分に編集されたものが放送された。
2022年1月23日、デビューメンバー5人が決定。グループ名はPRIKILと発表された。
2022年2月13日からは毎週日曜日にドキュメンタリー番組『WE ARE PRIKIL -Prologue-』（全5回）がHuluで独占配信されている。PRIKIL目線でオーディションを振り返りながら、デビューまでの軌跡を追う。

## 出演者

### ホスト
- 西川貴教

### 鬼コーチ
- べ・ウンギョン - ダンスの鬼
- 佐藤涼子[注 1] - ボーカルの鬼
- 河北麻友子[注 2] - ファッションの鬼
- キム・ソンウン[注 3] - 韓国のボーカルの鬼

### 特別審査員
- 小泉のん[注 2] - 現役Popteenモデル
- 川端結愛[注 2] - 現役Popteenモデル
- May.J[注 4]
- GALACTIKA*（CHANG、FRIDAY）[注 3]

## 練習生
| 名前   | 読み   | 年齢 （当時） | 身長  | 出身   | ダンス歴 | チーム （P:PRINCESS／C:CHALLENGER） | 最終結果           | 備考                                                                                               |
| ------ | ------ | ------------- | ----- | ------ | -------- | ----------------------------------- | ------------------ | -------------------------------------------------------------------------------------------------- |
| RIN    | リン   | 13歳          | 163cm | 福岡県 | 8年      | C→P→P→C→C→P                         | デビュー決定       | |
| RINKO  | リンコ | 14歳          | 157cm | 千葉県 | 1年      | P→P→P→C→P→C                         | デビュー決定       | |
| SENA   | セナ   | 13歳          | 156cm | 東京都 | 4年      | C                                   | ミッション1脱落    | 練習生最年少                                                                                       |
| YUU    | ユウ   | 17歳          | 166cm | 埼玉県 | 4年      | C→C→C→C→P→C                         | 最終ミッション脱落 | ミュージカルでの劇団員経験がある。                                                                 |
| RAN    | ラン   | 14歳          | 171cm | 埼玉県 | 2年      | C→C→C→P→C                           | ミッション5脱落    | |
| RIO    | リオ   | 17歳          | 163cm | 福島県 | 11年     | P→P→C→P→C→P                         | 最終ミッション脱落 | |
| UTA    | ウタ   | 14歳          | 165cm | 大阪府 | 1年      | P→C→C→P→C→P                         | デビュー決定       | |
| NANA   | ナナ   | 14歳          | 164cm | 東京都 | 9年      | P→P→P→P→P→C                         | デビュー決定       | テーマソング『FUN』センター 「UNIVERSE TICKET」に参加中                                            |
| YUMEKO | ユメコ | 18歳          | 166cm | 東京都 | 11年     | P→P→P→C→P→P                         | 最終ミッション脱落 | 元TikToker、YouTuber、Instagramer 本名は青柳優芽子（あおやぎゆめこ）。                             |
| RINKA  | リンカ | 19歳          | 164cm | 熊本県 | 2年      | P→C→C                               | ミッション2脱落    | 練習生最年長                                                                                       |
| COCO   | ココ   | 17歳          | 166cm | 埼玉県 | 1年      | C→C→P→P                             | ミッション4脱落    | |
| HONOKA | ホノカ | 16歳          | 166cm | 徳島県 | 2年      | C→C→P→C→P→P                         | 最終ミッション脱落 | 「PRODUCE 101 JAPAN THE GIRLS」に参加するも、第1回順位発表式で脱落(最終順位55位) 本名は黒川 穂香。 |
| NIJIKA | ニジカ | 16歳          | 159cm | 福岡県 | 9年      | P→P→P→P→P→C                         | 最終ミッション脱落 | 本名は森虹花。Dance School BRIDGE出身                                                              |
| AINA   | アイナ | 18歳          | 158cm | 大阪府 | 13年     | C→P→C→C→C                           | ミッション5脱落    | ダンス歴最長 MAMAMOOのバックダンサー経験がある。                                                   |
| YUKINO | ユキノ | 14歳          | 155cm | 京都府 | 5年      | C→C→C→C→C→C                         | デビュー決定       | 「UNIVERSE TICKET」に参加中                                                                        |

## 放送・配信日程

### インターネット配信
- Hulu（2021年10月3日 - 2022年1月23日） - シューイチの放送後に完全版として配信。
- YouTube（2021年10月22日 - 2022年1月26日） - 各ミッションの模様をまとめたダイジェスト版を配信。

### テレビ放送
- シューイチ（2021年10月3日 - 2022年1月23日） - 特集企画として定期的に放送。
- Who is Princess?（2021年10月5日 - 2022年1月25日） - 当プログラムの事実上の冠番組。

### 配信リスト

#### Hulu
| Ep | 配信日         | 時間      | ミッション | 内容 | 備考 |
| -- | -------------- | --------- | ---------- | --- | --- |
| 1  | 2021年10月3日  | 1時間10分 | 1          | チーム分け発表の模様と練習風景                                                                                           | |
| 2  | 2021年10月10日 | 53分      | 1          | 本番 | |
| 3  | 2021年10月17日 | 57分      | 1          | ミッション2チーム分けと脱落者の発表                                                                                      | |
| 4  | 2021年10月24日 | 1時間20分 | 2          | バトル1（YUMEKO vs UTA）・バトル2（RIO vs HONOKA）練習風景と本番                                                         | この放送回より佐藤涼子が鬼コーチに加入。 |
| 5  | 2021年10月31日 | 1時間19分 | 2          | バトル3（RINKO vs YUKINO）・バトル4（AINA vs COCO）練習風景と本番                                                        | |
| 6  | 2021年11月7日  | 1時間11分 | 2          | バトル5（NIJIKA vs RINKA）・バトル6（RIN vs RAN）練習風景と本番                                                          | |
| 7  | 2021年11月14日 | 53分      | 2          | バトル7（NANA vs YUU）練習風景と本番、ミッション3チーム分けと脱落者発表                                                  | |
| 8  | 2021年11月21日 | 1時間29分 | 3          | Popteenコラボファッションバトル、ミッション4チーム分けの発表                                                             | 河北麻友子が鬼コーチとして現役モデルののんち・ゆめぽてと共にゲスト出演。 この放送回での脱落者は無し。                                                                   |
| 9  | 2021年11月28日 | 1時間22分 | 4          | チーム1「HANABI」（NANA・NIJIKA・RINKO・YUKINO）・チーム2「DESTINY」（RIO・COCO・HONOKA・AINA・YUU）練習風景と本番       | |
| 10 | 2021年12月4日  | 1時間24分 | 4          | チーム3「血華儚咲」（YUMEKO・RIN・RAN・UTA）練習風景と本番、総合結果およびセミファイナルミッションチーム分けと脱落者発表 | この放送回での脱落者はPRINCESS・CHALLENGER関係無く最下位のチームから1名。                                                                                               |
| 11 | 2021年12月11日 | 1時間11分 | 5          | CHALLENGER練習風景と本番                                                                                                 | この放送回よりソンウンが鬼コーチに、GALACTIKA*が審査に加入。 |
| 12 | 2021年12月18日 | 1時間42分 | 5          | PRINCESS練習風景と本番、ファイナルミッションチーム分けと脱落者発表                                                       | この放送回での脱落者は2名。 |
| 13 | 2022年1月9日   | 1時間23分 | 最終       | ラウンド1「FUN」5人版練習風景と本番                                                                                      | このミッションの審査は全てGALACTIKA*が担当。 脱落したSENA・RINKA・COCO・AINA・RANがゲスト出演、鬼コーチのウンギョン・佐藤涼子・ソンウンと共に客席から練習生を応援した。 |
| 14 | 2022年1月16日  | 1時間5分  | 最終       | ラウンド2「SOMEBODY」練習風景と本番                                                                                      | このミッションの審査は全てGALACTIKA*が担当。 脱落したSENA・RINKA・COCO・AINA・RANがゲスト出演、鬼コーチのウンギョン・佐藤涼子・ソンウンと共に客席から練習生を応援した。 |
| 15 | 2022年1月23日  | 53分      | 最終       | デビューメンバー発表 | このミッションの審査は全てGALACTIKA*が担当。 脱落したSENA・RINKA・COCO・AINA・RANがゲスト出演、鬼コーチのウンギョン・佐藤涼子・ソンウンと共に客席から練習生を応援した。 |

#### YouTube[注 6]
| Ep    | 配信日                        | 時間         | 動画 |
| ----- | ----------------------------- | ------------ | ---- |
| 1-3   | 2021年10月22日                | 40分         | ○    |
| 4-5   | 2021年11月20日                | 1時間11分    | ○    |
| 6-7   | 2021年11月20日                | 1時間9分     | ○    |
| 9-10  | 2021年12月11日                | 1時間17分    | ○    |
| 11-12 | 2021年12月24日                | 1時間2分     | ○    |
| 13-14 | 2022年1月13日 - 2022年1月19日 | 各動画を参照 | ○    |
| 15    | 2022年1月26日                 | 23分         | ○    |

## 練習生のその後
| 最終結果           | 名前   | 番組終了後の活動                                                                                    |
| ------------------ | ------ | --------------------------------------------------------------------------------------------------- |
| デビュー決定       | UTA    | 2022年5月4日にPRIKILとしてメジャーデビュー。                                                        |
| デビュー決定       | RINKO  | 2022年5月4日にPRIKILとしてメジャーデビュー。                                                        |
| デビュー決定       | RIN    | 2022年5月4日にPRIKILとしてメジャーデビュー。                                                        |
| デビュー決定       | YUKINO | 2022年5月4日にPRIKILとしてメジャーデビュー。                                                        |
| デビュー決定       | NANA   | 2022年5月4日にPRIKILとしてメジャーデビュー。                                                        |
| 最終ミッション脱落 | NIJIKA | |
| 最終ミッション脱落 | HONOKA | PRODUCE 101 JAPAN THE GIRLSに参加するも、第1回順位発表式で脱落(最終順位55位)。 VIGUとしてデビュー。 |
| 最終ミッション脱落 | YUU    | |
| 最終ミッション脱落 | RIO    | |
| 最終ミッション脱落 | YUMEKO | VIGUとしてデビュー。                                                                                |
| ミッション5脱落    | AINA   | |
| ミッション5脱落    | RAN    | |
| ミッション4脱落    | COCO   | |
| ミッション2脱落    | RINKA  | |
| ミッション1脱落    | SENA   | |

## スタッフ
- ナレーション：藤田琢己
- 歌唱指導：Ryon2[注 7]
- 技術協力：NiTRo、株式会社イリュージョン
- 美術協力：日テレアート
- 編集：内田国俊（ジューンセップ）
- 音響：清水佑莉（エスユー）
- 音効：佐藤裕二（KRエンタープライズ）

〈サルベージ〉
- 構成：北原ゆき
- CG：熊谷千恵子
- ディレクター：安井高哲/渡邊麻子、山本圭亮、永田香織、大脇光景/勅使河原奈美、小早川蓮、佐々木紀奈
- プロデューサー：増田俊二郎、福島英人/光畑広大、竹部歩美
- チーフディレクター：徳竹陽介

〈FNCエンターテインメントJAPAN〉
- PM：チョンチュンソン
- プロデューサー：松村孝彦、竹村剛史
- マネジメント：岩田めぐみ他
- CG：キャニットG

〈日本テレビ〉
- デスク：保坂淳子
- ディレクター：八重沢亮
- プロデューサー：伴在正行、武末大作
- 制作：南波昌人
- 製作著作：日本テレビ